# Benoist Aircraft

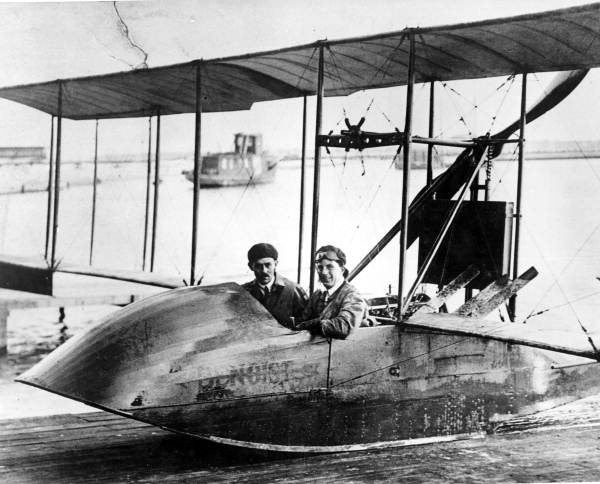
Benoist flygbåt årsmodell 1914

Benoist Aircraft Company grundades av pionjärflygaren Tom Benoist 1912 i St Louis Missouri.
Benoist Aircraft var en av de tidiga flygplanstillverkarna i USA. Under de fem år företaget var verksamt tillverkades 106 flygplan och flygbåtar. Tidigt 1913 ritar man ett flygplan som skall användas för en flygning över Atlanten. En prissumma på 50 000 dollar uppsätts av Lord Northcliffe, men när inte Roberts Motor Company kan förse dem med en 100 hk stark motor faller hela konstruktionen.
Det fördes lösa diskussioner att tillsammans med biltillverkaren St Louis Car Co serietillverka 5 000 flygplan som skulle säljas för 6 100 dollar, men efter att två prototyper av Model 15 blev färdiga 1915 bröts samarbetet.  
När Tom Benoist avled i samband med en bilolycka 1917 upphörde företagets verksamhet.

## Flygplan konstruerade och tillverkade vid Benoist
- Benoist XII
- Benoist XIV
- Benoist Model C